# Holland labdarúgó-válogatott
A holland labdarúgó-válogatott Hollandia nemzeti csapata, amelyet a Holland Királyi Labdarúgó-szövetség (hollandul: Koninklijke Nederlandse Voetbal Bond) irányít. A holland válogatott 1907 óta viseli hazai mérkőzésein a holland királyi család hivatalos színének számító narancssárga mezt, innen ered becenevük az "Oranje" is.
Eddig három alkalommal (1974, 1978, 2010) játszottak világbajnoki döntőt, de mindháromszor vesztesen hagyták el a pályát. A válogatott eddigi egyetlen tornagyőzelme az 1988-as Európa-bajnokságon született Marco van Basten és Ruud Gullit vezérletével. A döntőben a Szovjetuniót győzték le 2–0-ra.
2011 augusztusában vezették a FIFA-világranglistát, úgy, hogy soha nem voltak még világbajnokok. Ez korábban csak a magyar és spanyol válogatottnak sikerült, azóta pedig már a belgáknak is.

## A válogatott története

### A kezdetek

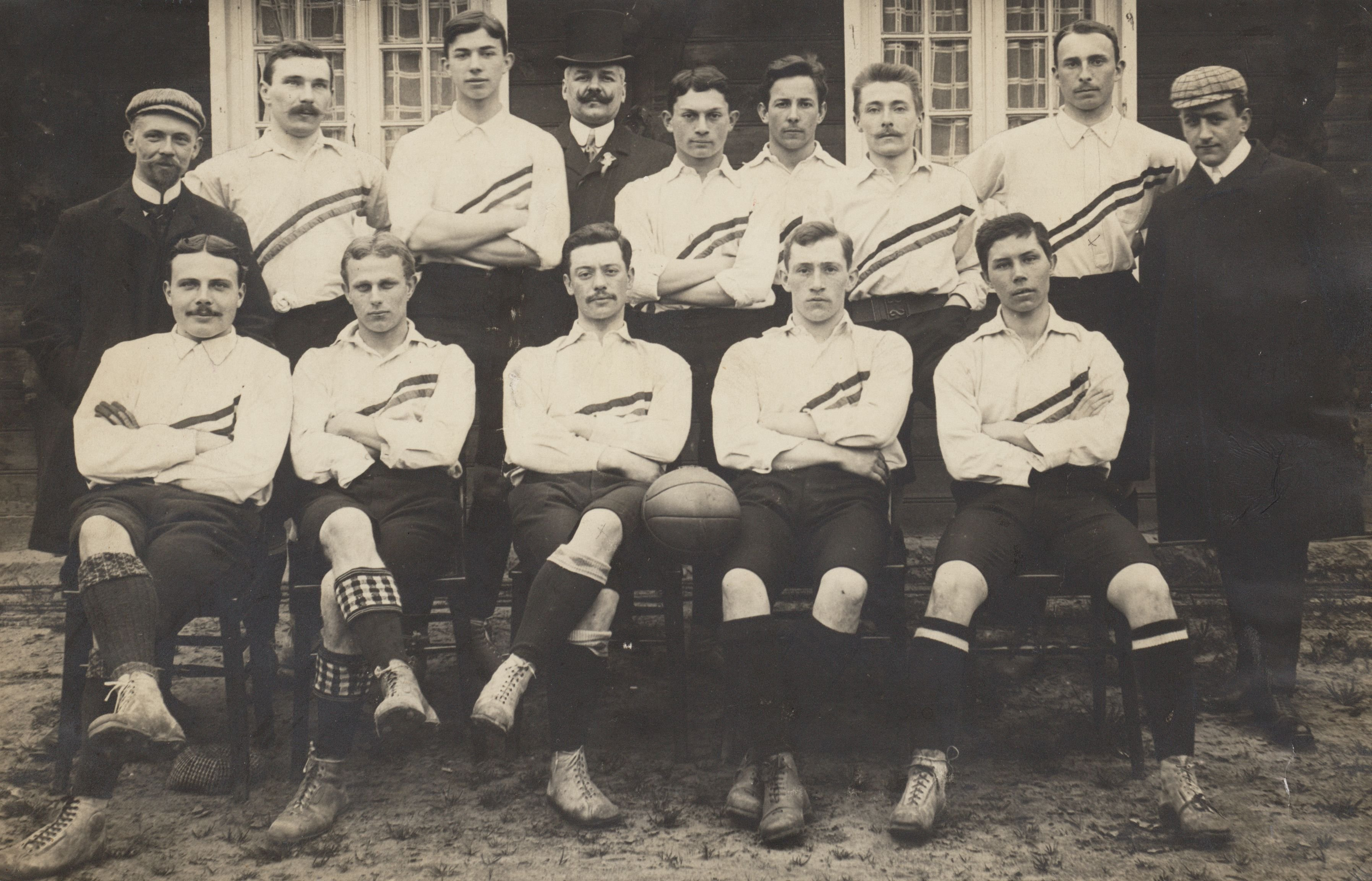
A holland válogatott első hivatalos mérkőzésén pályára lépő játékosok.

Az ország Nagy-Britanniához való közelsége miatt korán elkötelezte magát a labdarúgás mellett, és az 1900-as évek elején a kontinens legjobb amatőr csapatai közé tartozott. A válogatott első mérkőzésére 1905. április 30-án került sor Antwerpenben, Belgium ellen. Részt vettek az 1934-es és az 1938-as világbajnokságon, de mindkét alkalommal már az első kör után kiestek. Ezután egy igen hosszú ideig tartó időszak következett az amatőr rendszerben, melynek alkalmazása miatt lemaradtak a fejlődésben. 1957-ben bevezették a professzionalizmust, létrehozták a nemzeti bajnokságot.

### 1970-es évek
Hollandia labdarúgása a világ elitjéhez az 1970-es években zárkózott fel, amikor is az úgynevezett "Totális Focinak" (Totaalvoetbal) köszönhetően érték el sikereiket, mind válogatott-mind klubszinten. A kiválóan képzett játékosok lehetővé tették, hogy a posztok tetszés szerint átrendezhetővé váltak. Ennek a játékrendszernek az úttörői az Ajax és a Feyenoord csapatai a válogatott élén pedig Rinus Michels voltak. A korszak legnagyobb és legismertebb holland játékosa pedig kétséget kizáróan az Ajax csapatkapitánya Johan Cruijff volt.

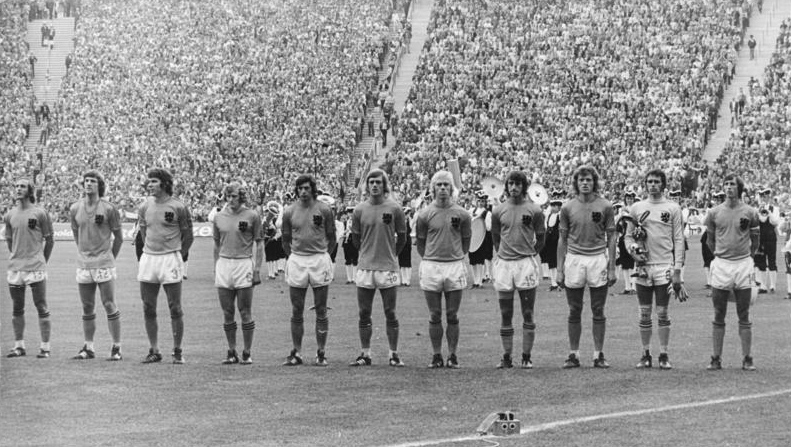
Az 1974-es labdarúgó-világbajnokság döntője előtt a hollandok kezdőcsapata.

Az 1974-es világbajnokságon a csoportkörön túljutva a második fordulóban Argentínát és Brazíliát is maguk mögé utasítva történetük során először bejutottak a világbajnokság döntőjébe. Ott azonban kikaptak a házigazda Nyugat-Német válogatottól, annak ellenére, hogy már egész korán a 2. percben megszerezték a vezetést Johan Neeskens révén, aki tizenegyesből talált be. Ezt Paul Breitner egyenlítette ki szintén büntetőből, majd Gerd Müller biztosította be a győzelmet a németek számára. Cruyffék a vesztes döntő ellenére új oldalakat írtak a labdarúgás történetében.
Ezek után csalódást jelentett az 1976-os Európa-bajnokságon való szereplés, ahol az elődöntőben kiestek. A későbbi győztes Csehszlovákia jelentette a végállomást.
Az 1978-as világbajnokságon ismét bejutottak a torna döntőjébe. A Peru elleni döntetlennek és a Skóciától elszenvedett vereségnek köszönhetően csak a 2. helyen jutottak tovább a csoportból. A következő csoportkörben viszont már Olaszországot és az NSZK-t maguk mögött hagyva jutottak a fináléba. A házigazda argentinokat Mario Kempes juttatta vezetéshez. Ezt még Dick Nanninga kiegyenlítette, de a hosszabbításban a házigazdák kétszer is betaláltak. Az 1980-as labdarúgó-Európa-bajnokság volt az utolsó tornája a totális focit megteremtő generációnak, viszont itt már a csoportkör után kiestek.

### 1982–86
Az 1982-es világbajnokságról és az 1984-es Európa-bajnokságról egyaránt lemaradtak. Utóbbin a selejtezőkben azonos pontszámmal és gólkülönbséggel végeztek a spanyolokkal, de a több rúgott gólnak köszönhetően a spanyolok jutottak tovább. Az 1986-os vb-hez nagyon közel voltak. A pótselejtezőben Belgiummal találkoztak, ahol az első mérkőzésen 1–0-s vereséget szenvedtek Brüsszelben, a rotterdami visszavágón pedig már 2–0-ra is vezettek, de a vége előtt nem sokkal a belgák betaláltak. A 2–2-es összesítés a belgáknak kedvezett az idegenben szerzett gól miatt, ezért ők jutottak ki a világbajnokságra.

### 1988: Európa-bajnoki cím

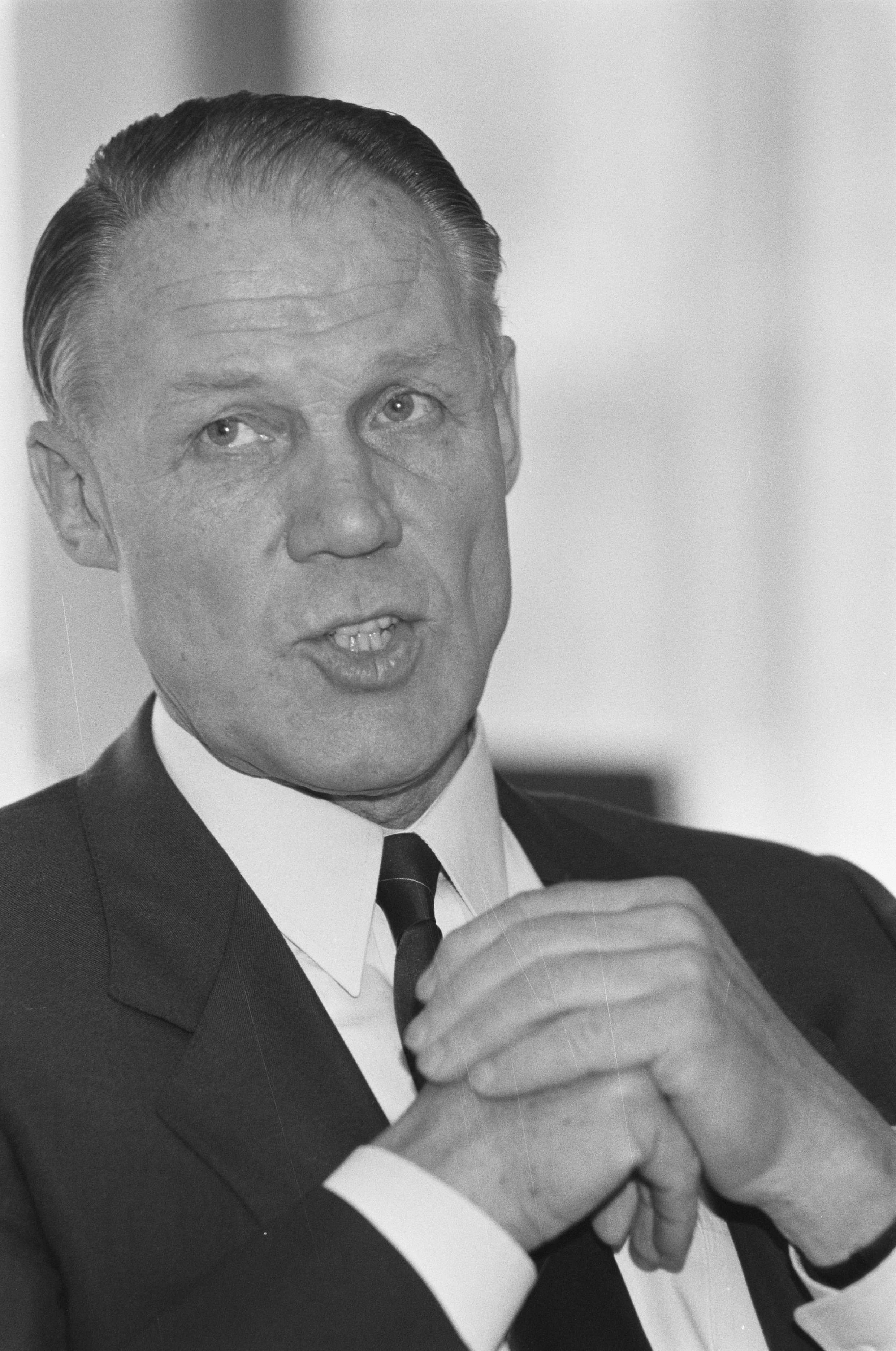
Rinus Michels

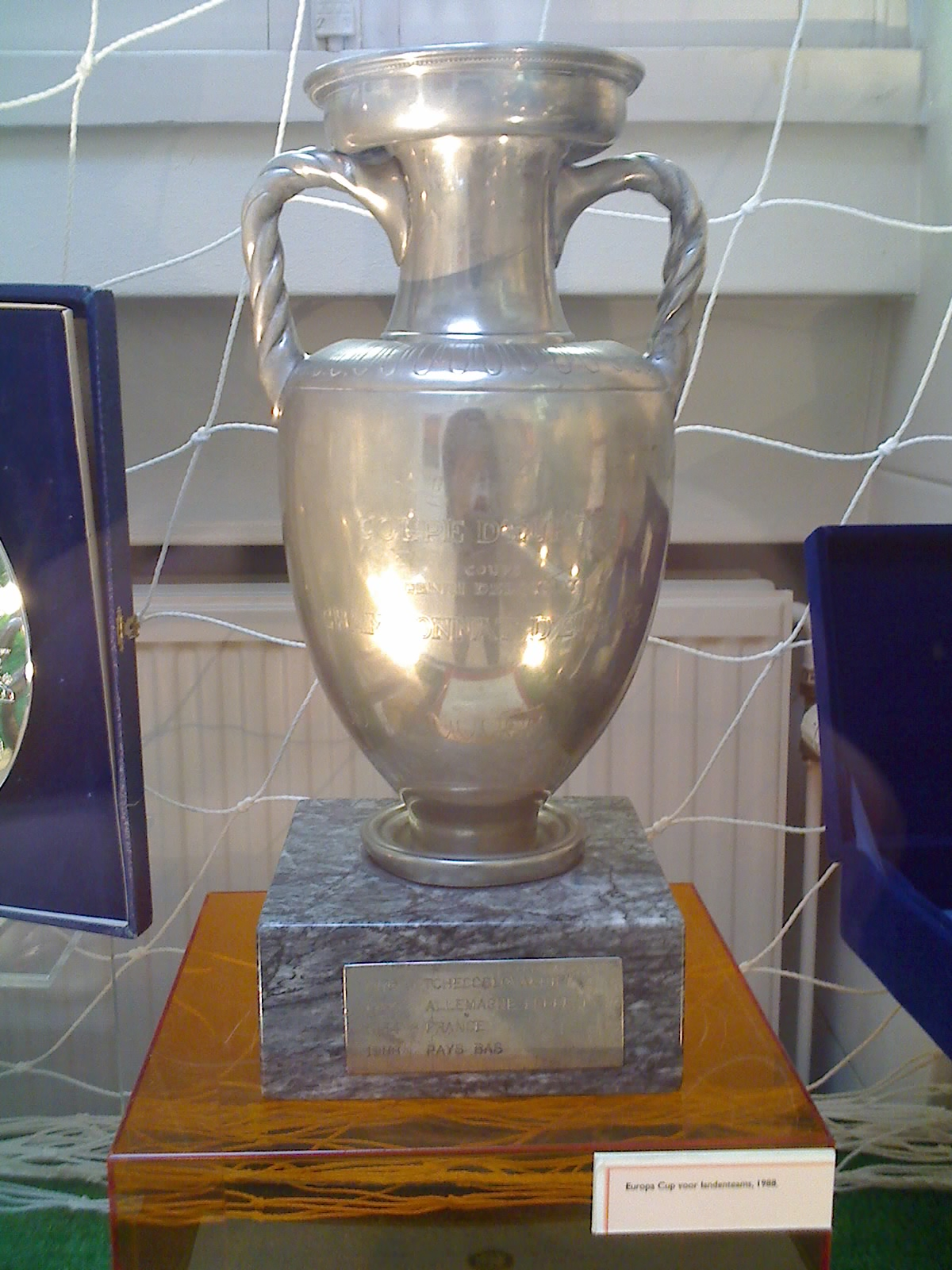
Az Európa-bajnoki trófea Amszterdamban.

Az 1988-as Európa-bajnokságra Rinus Michels visszatért a válogatott élére. Miután az első mérkőzésen 1–0-s vereséget szenvedtek a Szovjetuniótól egy sikeres menetelésbe kezdtek. Angliát – van Basten mesterhármasával – 3–1-re, Írországot pedig 1–0-ra győzték le. Az összes holland szurkoló álma akkor vált valóra, amikor az elődöntőben az NSZK gárdájával kerültek össze és lehetőségük nyílt visszavágni a 14 évvel korábbi vesztes vb-döntőért. A nyugat-németek ezúttal is házigazdaként léptek pályára, így nem túlzás azt állítani, hogy ez a mérkőzés volt ténylegesen az 1974-es világbajnokság döntőjének a visszavágója. A hollandok pedig éltek a lehetőséggel és elégtételt vettek. Akárcsak 74-ben ismét két tizenegyest ítélt a játékvezető. Előbbit Lothar Matthäus, utóbbit Ronald Koeman értékesítette. van Basten a 89. percben a németalföldiek javára fordította a találkozót és döntőbe juttatta csapatát. A fináléban azzal a Szovjetunióval találkoztak, aki ellen a nyitómérkőzésüket játszották. Ruud Gullit és van Basten góljával 2–0-ra győztek a narancsmezesek és ezzel a válogatott történetének első rangos tornagyőzelmét aratták.
Az 1990-es világbajnokság nem sikerült valami túl fényesre a hollandok számára. A csoportkört három döntetlennel zárták, a nyolcaddöntőben ismételten az ősi rivális NSZK várt rájuk. Ezúttal is 2–1 lett a végeredmény, de most a németek javára, akik mint később kiderült világbajnokok lettek. A mérkőzés emlékezetes maradt egy nem túl szép és nem futballpályára való jelenettől: ami arról szólt, hogy Frank Rijkaard és Rudi Völler leköpték egymást.
Az 1992-es kontinensviadalon címvédőként szerepelt Hollandia, de a későbbi győztes Dánia ellen az elődöntőben tizenegyesekkel kiestek. Minden játékos értékesítette a büntetőjét, kivéve van Basten, akinek a lövését Peter Schmeichel hárította. Ezen a tornán robbant be a köztudatba Dennis Bergkamp neve és ez volt Marco van Basten utolsó nagy tornája, ami után nem sokkal megsérült és 1995-ben 30 évesen befejezte játékos pályafutását.
Az 1994-es világbajnokságon a negyeddöntőig jutottak, ahol 3–2-es vereséget szenvedtek Brazília ellen.

### 1996–2004

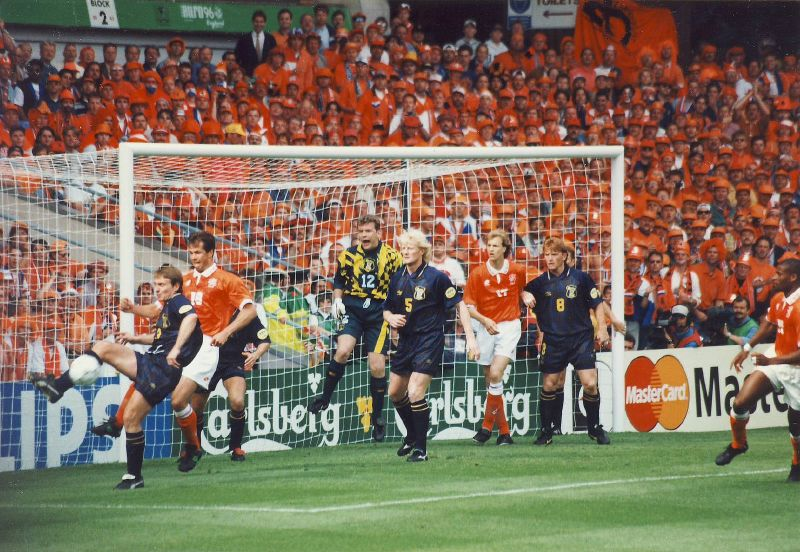
Hollandia-Skócia mérkőzés az 1996-os labdarúgó-Európa-bajnokságon.

Az 1996-os Eb-n a Skócia elleni 0–0-s döntetlent egy 2–0-s győzelem követte Svájc legjobbjai ellen. Az utolsó csoportmérkőzéseken 62 perc elteltével Skócia 1–0-ra vezetett Svájc ellen, Hollandia pedig 4–0-s vesztésre állt a házigazda angolok ellen. Ez azért volt fontos, mert ha minden így marad akkor a narancsosok csak a csoport harmadik helyén végeznek a gólkülönbségnek köszönhetően. Azonban nem maradt így, mivel Dennis Bergkamp passzát követően Patrick Kluivert betalált és továbbjuttatta csapatát. A legjobb nyolc között a franciákkal találkoztak és 0–0-s rendes játékidőt és a hosszabbítást követően büntetőpárbajban alulmaradtak.
1998-ban Franciaország adott otthont a labdarúgó-világbajnokságnak. Hollandia erős kerettel érkezett a tornára, a végső győzelemre is esélyesnek tartották őket. Tagja volt a keretnek Marc Overmars, Phillip Cocu, Edgar Davids, Clarence Seedorf, Frank de Boer, Ronald de Boer, Dennis Bergkamp, Patrick Kluivert és még sok kiváló játékos. A csoportkört követően, ahol Mexikóval 2–2-t Belgiummal 0–0-t játszottak, Dél-Korea ellen pedig sima 5–0-s győzelmet arattak, a nyolcaddöntőben Jugoszláviát fektették két vállra. A negyeddöntőben Argentína várt rájuk. A találkozón két piros lap is villant. Előbbit Arthur Numan, utóbbit Ariel Ortega kapta. A 89. percben Bergkamp káprázatos gólt szerzett. Egy 60 méteres keresztlabdát tanári módon vett át és Roberto Ayala-t kicselezve külsővel az argentin kapuba lőtt. Az elődöntőben Brazíliától kaptak ki büntetőpárbajban 4–2 arányban. Maradt számukra a bronzmérkőzés, ahol a torna meglepetés csapatával Horvátországgal találkoztak. A bronzcsatát végül 2–1-re a horvátok nyerték. A világbajnokság után Guus Hiddinket a korábbi kiváló középpályás Frank Rijkaard váltotta a szövetségi kapitány posztján.
A 2000-es Európa-bajnokságot Hollandia társrendezőként Belgiummal rendezte. A csoportkört 3 győzelemmel zárták és a negyeddöntőben is magabiztosan gázolták el az ekkorra szétesett jugoszlávokat. A mérkőzés végeredménye 6–1 volt a hollandok javára, melyen Patrick Kluivert mesterhármast ért el. A legjobb négy között Olaszország jelentette a végállomást. Pontosabban egy személyben Francesco Toldo, aki két tizenegyest is hárított, majd a 0–0-s eredményt követően a büntetőpárbajban is brillírozott. Hollandiának tehát nem sikerült hazai földön megnyerni az Európa-bajnokságot, amitől nem kevésbé voltak csalódottak az ország futball fanatikusai. Frank Rijkaard-ot számos kritika érte a sajtó részéről, amiért a hollandok több alkalommal is eldönthették volna a találkozót. A nagy nyomás következtében lemondott és helyét Louis van Gaal vette át. Azonban van Gaal sem tudott csodát csinálni, mivel a 2002-es távol keleti világbajnokságra nem tudta kijuttatni csapatát. Portugália és Írország mögött mindössze a harmadik helyen végzett a selejtezőcsoportban Hollandia. A gyenge eredmények következtében van Gaalnak távoznia kellett és az a Dick Advocaat került a helyére, aki már korábban irányította a nemzeti csapatot. Az EURO 2004-en egészen az elődöntőig vezette a válogatottat, ahol azonban vereséget szenvedtek a házigazda Portugáliától. Ez a torna volt egy generáció több tagjának is az utolsó. Többek között Frank de Boer, Ronald de Boer, Edgar Davids, Clarence Seedorf, Marc Overmars, Jaap Stam és Patrick Kluivert vagy visszavonult vagy egészen a 2006-os világbajnokságig nem kapott meghívót a korábbi sikeres holland támadótól Marco van Bastentől, aki ekkor már szövetségi kapitányként tevékenykedett.

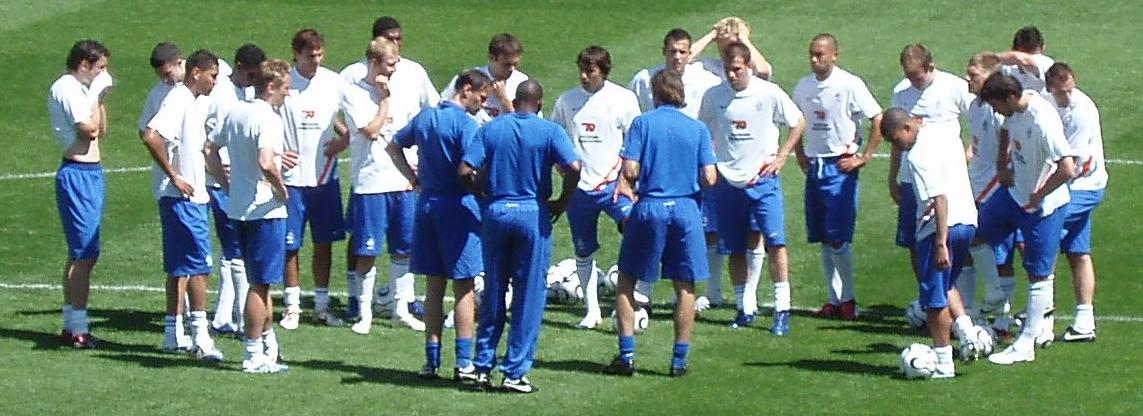
Hollandia a 2006-os labdarúgó-világbajnokságon.

### 2006–2010
Az Oranje sikeresen vette a selejtezőket és kijutott a 2006-os vb-re. A C csoportba kaptak besorolást. Legyőzték Szerbia és Montenegrót (1–0), Elefántcsontpartot (2–1), míg Argentínával döntetlent játszottak (0–0). Ugyanannyi pontjuk volt, mint az argentinoknak, de a dél-amerikaiaknak jobb volt a gólkülönbségük, ezért ők végeztek a négyes első helyén. A nyolcaddöntőben Portugáliát kapták ellenfélül és vereséget szenvedtek (0–1). A mérkőzésen 16 sárga és 4 piros lapot osztott ki az orosz Valentyin Ivanov játékvezető. Ez mindmáig a világbajnokságok történetének e tekintetben leggazdagabb meccse. A sajtó egyszerűen csak "Nürnbergi ütközetnek" keresztelte el az eseményt.
A nem túl acélos teljesítmény és számos kritika ellenére van Basten maradhatott a szövetségi kapitány pozíciójában. A bizalmat meghálálta és a 2008-as Európa-bajnokság selejtezőinek akadályait sikerrel vette csapatával. A hollandok a kontinensviadal halálcsoportjába kerültek Franciaország, Olaszország és Románia társaságában. A tornát egy sima győzelemmel kezdték a világbajnok Olaszország ellen (3–0). Ez volt Hollandia első győzelme az olaszok ellen 1978 óta. A következő mérkőzésen Franciaország se bizonyult kellemetlen ellenfélnek, mivel a mérkőzés vége 4–1-es holland sikerrel zárult. Az utolsó csoportmeccsen kötelező jellegű volt a románok legyőzése, amit megtettek Robbenék (2–0). A csoportkört tehát százszázalékosan befejező Hollandia magabiztosan jutott a legjobb nyolc közé, ahol azonban egy korábbi ismerős Guus Hiddink várta őket. a holland szakember ekkor az Orosz válogatottat irányította és honfitársait legyőzve 3–1-gyel továbbjuttatta a szbornajat. A narancsosak egyetlen gólját Ruud van Nistelrooy szerezte a 86. percben.

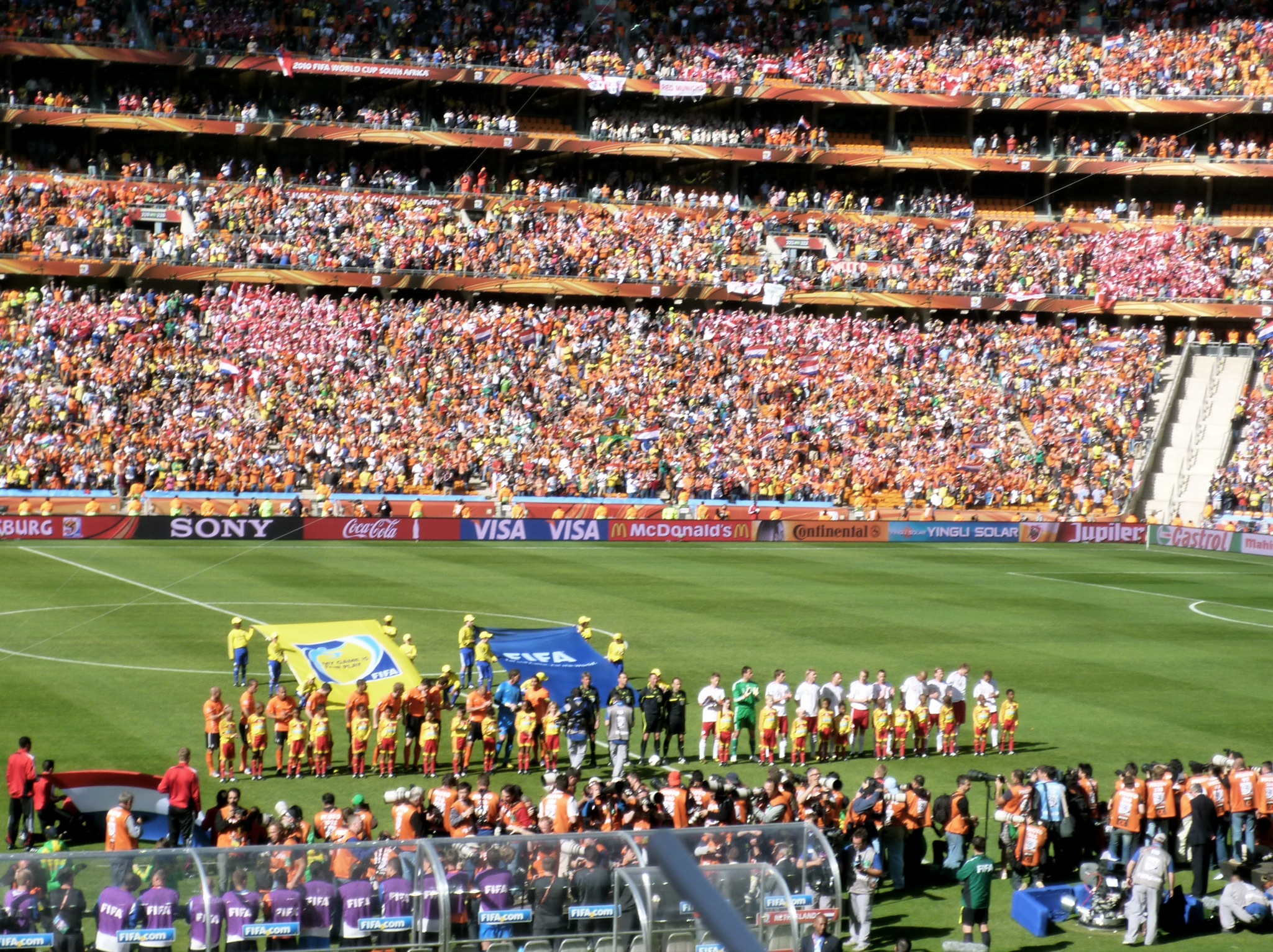
Hollandia-Dánia mérkőzés a 2010-es labdarúgó-világbajnokságon.

A holland válogatott a 2010-es labdarúgó-világbajnokság selejtezőit pontveszteség nélkül zárta és Európából elsőként jutott ki a világbajnokságra. A világbajnoki csoportok sorsolásánál, amit Fokvárosban rendeztek 2009. december 4-én, Hollandia az E csoportba kapott besorolást Dánia, Japán és Kamerun mellett. Június 14-én kezdték a tornát. Az ellenfél Dánia volt és ha nem is könnyedén, de 2–0-ra győztek. A következő összecsapásukon a japánokat verték Wesley Sneijder góljával 1–0-ra és az utolsó találkozó sem jelentett akadályt Kamerun ellen. (2–1). A nyolcaddöntőben Szlovákiát kapták ellenfélül és Arjen Robben illetve Wesley Sneijder góljaival 2–1 arányban megnyerték a párharcot. A legjobb 8 között a torna végső győzelmére is esélyes Brazíliát kapták. A dél-amerikaiak az első félidő után 1–0-ra vezettek, de a hollandok a második játékrészben hősiesen játszva megfordították a mérkőzés állását a maguk javára és legyőzték Brazíliát. Az elődöntőben Uruguayon át vezette az út a fináléba, a vége 3–2 a tulipánosok javára, így 1978 után először ismét világbajnoki döntőben találták magukat. Korábban már két alkalommal is vesztesen hagyták el a döntőt, így lehetőség nyílt arra, hogy megszerezzék első világbajnoki címüket. Azonban ez ismét elmaradt, mivel Spanyolország a hosszabbításban szerzett góllal 1–0-ra győzött.

### 2010-2012
Hollandia a 2012-es labdarúgó-Európa-bajnokság selejtezőjének E csoportjába kapott helyet. A csoport sorsolását 2010. február 7-én tartották Lengyelország fővárosában, Varsóban. A hollandok Svédország, Magyarország, Finnország, Moldova és San Marino ellen játszottak és elsőként jutottak tovább 27 ponttal a második Svédország előtt. Az Oranje mérlege a 10 meccsből 9 győzelem és 1 vereség volt.
Az Európa-bajnokságon a holland csapatot a B csoportba sorsolták Dániával, Portugáliával, Németországgal. A sorsolás után ezt a csoportot illették a "halálcsoport" kifejezéssel. Az Eb-n Dánia ellen játszották első meccsüket. A játékosok rengeteg helyzetet puskáztak el a mérkőzésen (közel 30 kapura lövés), de a dánok Krohn-Dehli góljával a 24. percben vezetést szereztek és ezt a találkozó végéig meg is tartották. A második mérkőzésen az ellenfél Németország volt, a németek a 24. percben megszerezte a vezetést Gomez góljával. A hollandoknak nem jött ki a lépés és Gomez a 38. percben ismét betalált. A félidő után Marwijk csapata tartotta a tempót és a 78. percben Robin van Persie góljával megszerezte Hollandia az Eb-n az első gólját és 2-1-re változtatta az eredményt. A játék végén volt még néhány helyzet mindkét oldalról, de az eredmény nem változott. Az utolsó mérkőzés előtt a játékosok úgy mentek fel a pályára, hogy csak akkor jutnak tovább a csoportból, ha Portugália ellen minimum 2 góllal nyernek és a németek nyernek a dánok ellen. A mérkőzés elején letámadták a portugálokat és a 11. percben már Rafael van der Vaart góljával 1–0 arányban vezettek. A gól után leült a narancsosok játéka és a portugálok játéka lényegesen feljavult, olyannyira, hogy Cristiano Ronaldo egyenlített a 28. percben. A portugálok Ronaldo révén a 74. percben újabb gólt szereztek, így a hollandok kikaptak 2–1-re, és három vereséggel estek ki az Eb-ről.

### 2014-es világbajnokság
A 2014-es labdarúgó-világbajnokság selejtezőiben Andorra, Észtország, Magyarország, Románia és Törökország mellett a D csoportba kerültek a sorsolás után. A csoportot nagy előnnyel, 9 ponttal a 2. helyezett Románia előtt, összesen 28 egységgel nyerték meg, csupán Észtország ellen csúszott be egy 2-2-es döntetlen idegenben, a többi mérkőzéseiket pedig megnyerték. A selejtezőket a második kapitányi korszakát kezdő Louis van Gaallal kezdte meg az Oranje.
A világbajnokságon a B csoportba kerültek Ausztrália, Chile és a címvédő Spanyolország válogatottjaival együtt. Az első mérkőzést pont a címvédők ellen játszották (emiatt is nevezték ezt a mérkőzést a 2010-es világbajnokság "visszavágójának" is). A mérkőzésen Spanyolország Xabi Alonso büntetőjével még vezettek 1-0-ra a 27. percben, azonban a félidő hosszabbításában van Persie közel 16 méteres fejesgóljával 1-1-es mérkőzésállással mentek szünetre a csapatok, a második félidőben pedig Robben duplájával, van Persie újabb, illetve de Vrij góljával alaposan visszavágtak a 4 évvel korábbi vereségért a hollandok. Második mérkőzésüket az ausztrálok ellen játszották, ahol viszont nagyon megizzadtak a győzelemért, mert bár Robben góljával vezettek 1-0-ra, de az ellenfél Cahill és Jedinak góljaival fordított. Az Oranje végül van Persie, illetve Depay góljaival megnyerte 3-2 arányban a mérkőzést. Mindeközben a spanyolok vereséget szenvedtek a chileiek ellen, így az utolsó mérkőzésen a dél-amerikai válogatott ellen már úgy léptek pályára, hogy csak a csoportelsőségért kellett küzdeniük, a továbbjutásuk már biztos volt. Végül 2-0-ra meg is nyerték a mérkőzést, így hibátlan mérleggel lettek csoportelsők.
A nyolcaddöntőben a csapat Mexikó válogatottját kapta meg, amely a második helyen végzett az A csoportban a házigazda Brazília mögött. A mérkőzést az Oranje uralta, ennek ellenére a második félidő elején Giovanni Dos Santos megszerezte a vezetést az észak-amerikai országnak. Ezt követően fokozódott a hollandok nyomása, de Ochoa, a mexikóiak kapusa meccsben tartotta csapatát. A 88. percben megtört a jég, Sneijder bombagóljával ugyanis egyenlített Hollandia. A rendes játékidőben pedig megszerezték a győzelmet is, miután a 90+4. percben Huntelaar értékesítette a megítélt büntetőt. A negyeddöntőben az addig erőn felül teljesítő és a futballtársadalom szimpátiáját kivívó Costa Ricával kerültek össze. A mérkőzésen nem született gól sem a rendes játékidőben, sem a hosszabbításban, így büntetőpárbaj döntött, ahol van Persie, Robben, Sneijder valamint Kuyt nem hibáztak, a Costa Rica-iaktól azonban Ruiz és Umana büntetőjét védte a 120. percben becserélt Tim Krul, így végül az Oranje jutott az elődöntőbe 4-3-as összesítéssel. Ott egy dél-amerikai válogatottal, Argentínával játszott a csapat. A negyeddöntőhöz hasonlóan ez a mérkőzés is 0-0-val ért véget 120 perc után, azonban a büntetőpárbajban a hollandok kétszer is hibáztak, az argentinok ellenben egyszer sem, így végül csak a bronzéremért játszhattak a Németország ellen súlyos vereséget szenvedő Brazíliával. Azon a mérkőzésen az Oranje már a 17. percben 2-0-ra vezetett van Persie büntetőjével, valamint Blind góljával. A brazilok becsülettel támadtak a szépítésért, akár egy esetleges egyenlítésért, de a becsületgól sem sikerült nekik, Wijnaldum pedig a második félidő hosszabbításában eldöntötte a mérkőzést, így Hollandia bronzéremmel fejezte be a világbajnokságot. Louis van Gall ennek ellenére nem hosszabbította meg szerződését (amelyet már tudni lehetett a világbajnokság előtt is), és elhagyta a válogatottat.

### 2016-os Európa-bajnoki selejtezők
A 2016-os Európa-bajnoki selejtezőknél a friss bronzérmes Hollandia az A csoporba került Csehország, Izland, Kazahsztán, Lettország, valamint Törökországgal együtt. A szövetségi kapitányi posztra Guus Hiddink került. Első mérkőzésükön Csehországgal játszottak Prágában, és kisebb meglepetésre 2-1-es vereséget szenvedtek a hosszabbításban. Ezt követően hazai pályán javíthattak Kazahsztán ellen, bár ez se sikerült annyira könnyen, ugyanis a vendégek a 17. percben megszerezték a vezetést, amelyet a 62. percig meg is tartottak; a hazaiak végül 3-1-re megnyerték a mérkőzést Huntellar, Afellay és van Persie góljaival. Ezt követően azonban kikaptak idegenben 2-0-ra Izlandtól, a végeredmény már az első félidőben kialakult. A negyedik mérkőzésükön azonban súlyos vereséget mértek Lettország legjobbjai ellen hazai pályán, az eredmény 6-0 lett. A folytatás azonban nem sikerült jól, mert ismét hazai pályán 1-1-es döntetlent sikerült kiszenvedniük Törökország ellen: Yilmaz 37. percben szerzett góljára csak a második félidő hosszabbításában tudott válaszolni Huntelaar góljával az Oranje. Lettország ellen azonban sikeresen nyertek idegenben is 2-0 arányban. Viszont ez volt Guus Hiddink utolsó mérkőzése szövetségi kapitányként, aki távozott a kispadról. A helyére Danny Blind került. Az új kapitány első mérkőzésén otthon fogadták Izlandot, ahol meglepetésre kikaptak 1-0-ra. A következő mérkőzésen azzal a tudattal léptek már pályára a hollandok Törökország ellen idegenben, hogy egy esetleges vereséggel még a pótselejtezőt érő 3. helyről is lecsúszhatnak. Ennek ellenére a hazai csapat a 26. percben már 2-0 arányban vezetett, a meccset végül 3-0-ra nyerte meg Törökország. A selejtezősorozat végéhez közeledve a hollandok már csak a szerencsében bízhattak, mert bár idegenben megverték Kazahsztánt 2-1 arányban, de ugyanakkor Törökország megverte idegenben Csehországot, így az utolsó fordulóban csak abban az esetben jutott volna tovább a válogatott, ha otthon megverik a cseheket, míg a tét nélkül pályára lépő izlandiak megverik idegenben a törököket. Egyik feltétel sem teljesült: a hollandok 3-2-es vereséget szenvedtek a csehektől (akik 3-0-ra is vezettek a 70. percig), míg a törökök az utolsó pillanatban gyűrték le Izlandot. Hollandia így a világbajnoki bronzérem után az Európa-bajnoki selejtezőcsoportjában csak a 4. helyet tudta megszerezni, így hosszú idő után nem jutott ki világeseményre.

### 2020-as évek
A 2020-as Európa-bajnokságon Georginio Wijnaldum, Wout Weghorst és Denzel Dumfries találataival 3–2-re legyőzték Ukrajnát a nyitómérkőzésükön. Ezt követően Ausztriát 2–0-ra verték Memphis Depay és Dufries találataival. A harmadik csoportmérkőzésen 3–0 arányban múlták felül Észak-Macedónia csapatát. A hollandok részéről Depay és Wijnaldum volt eredményes, utóbbi két alkalommal is. A nyolcaddöntőben Csehországgal találkoztak, ahol 2–0-ás vereséget szenvedtek és búcsúztak a tornától.
A 2022-es világbajnokságon Cody Gakpo és Davy Klaassen góljával 2–0-ra győzték le Szenegált az első csoportmérkőzésükön. A második csoportmérkőzésen Ecuador ellen 1–1-es döntetlent játszottak, a hollandok részéről Cody Gakpo ismét eredményes volt. A harmadik csoportmérkőzésen Cody Gakpo és Frenkie de Jong góljával 2–0-ra legyőzték Katart. A legjobb tizenhat között az Egyesült Államokkal találkoztak, ahol Memphis Depay, Daley Blind és Denzel Dumfries találataival 3–1-re győztek. A negyeddöntőben Argentínával találkoztak, ahol 2–0-ás hátrányba kerültek, azonban Wout Weghorst góljaival az utolsó pillanatokban sikerült döntetlenre menteniük a találkozót. A hosszabbításban nem született újabb gól, így következtek a büntetőrúgások, amiben Argentína bizonyult jobbnak és jutott be az elődöntőbe.

## Nemzetközi eredmények
Világbajnokság
- Ezüstérmes: 3 alkalommal (1974, 1978, 2010)
- Bronzérmes: 1 alkalommal (2014)
- 4. helyezett: 1 alkalommal (1998)

 Európa-bajnokság
- Győztes: 1 alkalommal (1988)
- Bronzérmes: 5 alkalommal (1976, 1992, 2000, 2004, 2024)

 Olimpiai játékok
- Bronzérmes: 3 alkalommal (1908, 1912, 1920)

Nemzetek Ligája
- Ezüstérmes: 1 alkalommal (2019)

### Világbajnokság
Világbajnok
      Ezüstérem
      Bronzérem
      Negyedik hely
| Világbajnokság | Világbajnokság | Világbajnokság | Világbajnokság | Világbajnokság | Világbajnokság | Világbajnokság | Világbajnokság | Világbajnokság | Világbajnokság | Selejtezők   | Selejtezők | Selejtezők | Selejtezők | Selejtezők | Selejtezők | Selejtezők |
| Év             | Eredmény       | H.             | M              | Gy             | D              | V              | G+             | G–             | Keret          | H.           | M          | Gy         | D          | V          | G+         | G–         |
| -------------- | -------------- | -------------- | -------------- | -------------- | -------------- | -------------- | -------------- | -------------- | -------------- | ------------ | ---------- | ---------- | ---------- | ---------- | ---------- | ---------- |
| 1930           | nem indult     | nem indult     | nem indult     | nem indult     | nem indult     | nem indult     | nem indult     | nem indult     | nem indult     | nem indult   | nem indult | nem indult | nem indult | nem indult | nem indult | nem indult |
| 1934           | Nyolcaddöntő   | 9.             | 1              | 0              | 0              | 1              | 2              | 3              | Keret          | 2.           | 2          | 2          | 0          | 0          | 9          | 4          |
| 1938           | Nyolcaddöntő   | 14.            | 1              | 0              | 0              | 1              | 0              | 3              | Keret          | 1.           | 2          | 1          | 1          | 0          | 5          | 1          |
| 1950           | nem indult     | nem indult     | nem indult     | nem indult     | nem indult     | nem indult     | nem indult     | nem indult     | nem indult     | nem indult   | nem indult | nem indult | nem indult | nem indult | nem indult | nem indult |
| 1954           | nem indult     | nem indult     | nem indult     | nem indult     | nem indult     | nem indult     | nem indult     | nem indult     | nem indult     | nem indult   | nem indult | nem indult | nem indult | nem indult | nem indult | nem indult |
| 1958           | nem jutott ki  | nem jutott ki  | nem jutott ki  | nem jutott ki  | nem jutott ki  | nem jutott ki  | nem jutott ki  | nem jutott ki  | nem jutott ki  | 2.           | 4          | 2          | 1          | 1          | 12         | 7          |
| 1962           | nem jutott ki  | nem jutott ki  | nem jutott ki  | nem jutott ki  | nem jutott ki  | nem jutott ki  | nem jutott ki  | nem jutott ki  | nem jutott ki  | 2.           | 3          | 0          | 2          | 1          | 4          | 7          |
| 1966           | nem jutott ki  | nem jutott ki  | nem jutott ki  | nem jutott ki  | nem jutott ki  | nem jutott ki  | nem jutott ki  | nem jutott ki  | nem jutott ki  | 3.           | 6          | 2          | 2          | 2          | 6          | 4          |
| 1970           | nem jutott ki  | nem jutott ki  | nem jutott ki  | nem jutott ki  | nem jutott ki  | nem jutott ki  | nem jutott ki  | nem jutott ki  | nem jutott ki  | 3.           | 6          | 3          | 1          | 2          | 9          | 5          |
| 1974           | Ezüstérem      | 2.             | 7              | 5              | 1              | 1              | 15             | 3              | Keret          | 1.           | 6          | 4          | 2          | 0          | 24         | 2          |
| 1978           | Ezüstérem      | 2.             | 7              | 3              | 2              | 2              | 15             | 10             | Keret          | 1.           | 6          | 5          | 1          | 0          | 11         | 3          |
| 1982           | nem jutott ki  | nem jutott ki  | nem jutott ki  | nem jutott ki  | nem jutott ki  | nem jutott ki  | nem jutott ki  | nem jutott ki  | nem jutott ki  | 4.           | 8          | 4          | 1          | 3          | 11         | 7          |
| 1986           | nem jutott ki  | nem jutott ki  | nem jutott ki  | nem jutott ki  | nem jutott ki  | nem jutott ki  | nem jutott ki  | nem jutott ki  | nem jutott ki  | Pótselejtező | 8          | 4          | 1          | 3          | 13         | 7          |
| 1990           | Nyolcaddöntő   | 15.            | 4              | 0              | 3              | 1              | 3              | 4              | Keret          | 1.           | 6          | 4          | 2          | 0          | 8          | 2          |
| 1994           | Negyeddöntő    | 7.             | 5              | 3              | 0              | 2              | 8              | 6              | Keret          | 2.           | 10         | 6          | 3          | 1          | 29         | 9          |
| 1998           | Negyedik hely  | 4.             | 7              | 3              | 3              | 1              | 13             | 7              | Keret          | 1.           | 8          | 6          | 1          | 1          | 26         | 4          |
| 2002           | nem jutott ki  | nem jutott ki  | nem jutott ki  | nem jutott ki  | nem jutott ki  | nem jutott ki  | nem jutott ki  | nem jutott ki  | nem jutott ki  | 3.           | 10         | 6          | 2          | 2          | 30         | 9          |
| 2006           | Nyolcaddöntő   | 11.            | 4              | 2              | 1              | 1              | 3              | 2              | Keret          | 1.           | 12         | 10         | 2          | 0          | 27         | 3          |
| 2010           | Ezüstérem      | 2.             | 7              | 6              | 0              | 1              | 12             | 6              | Keret          | 1.           | 8          | 8          | 0          | 0          | 17         | 2          |
| 2014           | Bronzérem      | 3.             | 7              | 5              | 2              | 0              | 15             | 4              | Keret          | 1.           | 10         | 9          | 1          | 0          | 34         | 5          |
| 2018           | nem jutott ki  | nem jutott ki  | nem jutott ki  | nem jutott ki  | nem jutott ki  | nem jutott ki  | nem jutott ki  | nem jutott ki  | nem jutott ki  | 3.           | 10         | 6          | 1          | 3          | 21         | 12         |
| 2022           | Negyeddöntő    | 5.             | 5              | 3              | 2              | 0              | 10             | 4              | Keret          | 1.           | 10         | 7          | 2          | 1          | 33         | 8          |
| 2026           | később         | később         | később         | később         | később         | később         | később         | később         | később         | később       | később     | később     | később     | később     | később     | később     |
| Összesen       |                | 11/22          | 55             | 30             | 14             | 11             | 96             | 52             | –              | Összesen     | 135        | 89         | 26         | 20         | 329        | 101        |

### Európa-bajnokság
Európa-bajnok
      Ezüstérem
      Bronzérem
      Negyedik hely
      Egészben vagy részben hazai rendezésű
| Európa-bajnokság | Európa-bajnokság | Európa-bajnokság | Európa-bajnokság | Európa-bajnokság | Európa-bajnokság | Európa-bajnokság | Európa-bajnokság | Európa-bajnokság | Európa-bajnokság | Selejtezők           | Selejtezők           | Selejtezők           | Selejtezők           | Selejtezők           | Selejtezők           | Selejtezők           |
| Év               | Eredmény         | H.               | M                | Gy               | D                | V                | G+               | G–               | Keret            | H.                   | M                    | Gy                   | D                    | V                    | G+                   | G–                   |
| ---------------- | ---------------- | ---------------- | ---------------- | ---------------- | ---------------- | ---------------- | ---------------- | ---------------- | ---------------- | -------------------- | -------------------- | -------------------- | -------------------- | -------------------- | -------------------- | -------------------- |
| 1960             | nem indult       | nem indult       | nem indult       | nem indult       | nem indult       | nem indult       | nem indult       | nem indult       | nem indult       | nem indult           | nem indult           | nem indult           | nem indult           | nem indult           | nem indult           |                      |
| 1964             | nem jutott ki    | nem jutott ki    | nem jutott ki    | nem jutott ki    | nem jutott ki    | nem jutott ki    | nem jutott ki    | nem jutott ki    | nem jutott ki    | Nyolcaddöntő         | 4                    | 1                    | 2                    | 1                    | 6                    | 5                    |
| 1968             | nem jutott ki    | nem jutott ki    | nem jutott ki    | nem jutott ki    | nem jutott ki    | nem jutott ki    | nem jutott ki    | nem jutott ki    | nem jutott ki    | 3.                   | 6                    | 2                    | 1                    | 3                    | 11                   | 11                   |
| 1972             | nem jutott ki    | nem jutott ki    | nem jutott ki    | nem jutott ki    | nem jutott ki    | nem jutott ki    | nem jutott ki    | nem jutott ki    | nem jutott ki    | 2.                   | 6                    | 3                    | 1                    | 2                    | 18                   | 6                    |
| 1976             | Bronzérem        | 3.               | 2                | 1                | 0                | 1                | 4                | 5                | Keret            | 1.                   | 8                    | 6                    | 0                    | 2                    | 21                   | 9                    |
| 1980             | Csoportkör       | 5.               | 3                | 1                | 1                | 1                | 4                | 4                | Keret            | 1.                   | 8                    | 6                    | 1                    | 1                    | 20                   | 6                    |
| 1984             | nem jutott ki    | nem jutott ki    | nem jutott ki    | nem jutott ki    | nem jutott ki    | nem jutott ki    | nem jutott ki    | nem jutott ki    | nem jutott ki    | 2.                   | 8                    | 6                    | 1                    | 1                    | 22                   | 6                    |
| 1988             | Európa-bajnok    | 1.               | 5                | 4                | 0                | 1                | 8                | 3                | Keret            | 1.                   | 8                    | 6                    | 2                    | 0                    | 15                   | 1                    |
| 1992             | Elődöntő         | 3.               | 4                | 2                | 2                | 0                | 6                | 3                | Keret            | 1.                   | 8                    | 6                    | 1                    | 1                    | 17                   | 2                    |
| 1996             | Negyeddöntő      | 8.               | 4                | 1                | 2                | 1                | 3                | 4                | Keret            | 2. (pótselejtező)    | 11                   | 7                    | 2                    | 2                    | 25                   | 5                    |
| 2000             | Elődöntő         | 3.               | 5                | 4                | 1                | 0                | 13               | 3                | Keret            | rendezőként kijutott | rendezőként kijutott | rendezőként kijutott | rendezőként kijutott | rendezőként kijutott | rendezőként kijutott | rendezőként kijutott |
| 2004             | Elődöntő         | 3.               | 5                | 1                | 2                | 2                | 7                | 6                | Keret            | 2. (pótselejtező)    | 10                   | 7                    | 1                    | 2                    | 21                   | 12                   |
| 2008             | Negyeddöntő      | 6.               | 4                | 3                | 0                | 1                | 10               | 4                | Keret            | 2.                   | 12                   | 8                    | 2                    | 2                    | 15                   | 5                    |
| 2012             | Csoportkör       | 15.              | 3                | 0                | 0                | 3                | 2                | 5                | Keret            | 1.                   | 10                   | 9                    | 0                    | 1                    | 37                   | 8                    |
| 2016             | nem jutott ki    | nem jutott ki    | nem jutott ki    | nem jutott ki    | nem jutott ki    | nem jutott ki    | nem jutott ki    | nem jutott ki    | nem jutott ki    | 4.                   | 10                   | 4                    | 1                    | 5                    | 17                   | 14                   |
| 2020             | Nyolcaddöntő     | 9.               | 4                | 3                | 0                | 1                | 8                | 4                | Keret            | 2.                   | 8                    | 6                    | 1                    | 1                    | 24                   | 7                    |
| 2024             | Elődöntő         | 3.               | 6                | 3                | 1                | 2                | 10               | 7                | Keret            | 2.                   | 8                    | 6                    | 0                    | 2                    | 17                   | 7                    |
| Összesen         |                  | 11/17            | 44               | 23               | 9                | 13               | 75               | 48               | –                | Összesen             | 120                  | 79                   | 15                   | 26                   | 278                  | 95                   |

### UEFA Nemzetek Ligája
Aranyérem
      Ezüstérem
      Bronzérem
      Negyedik hely
      Hazai rendezésű
| Csoportkör / Negyeddöntő / Osztályozó | Csoportkör / Negyeddöntő / Osztályozó | Csoportkör / Negyeddöntő / Osztályozó | Csoportkör / Negyeddöntő / Osztályozó | Csoportkör / Negyeddöntő / Osztályozó | Csoportkör / Negyeddöntő / Osztályozó | Csoportkör / Negyeddöntő / Osztályozó | Csoportkör / Negyeddöntő / Osztályozó | Csoportkör / Negyeddöntő / Osztályozó | Csoportkör / Negyeddöntő / Osztályozó | Csoportkör / Negyeddöntő / Osztályozó | Csoportkör / Negyeddöntő / Osztályozó | Egyenes kieséses szakasz | Egyenes kieséses szakasz | Egyenes kieséses szakasz | Egyenes kieséses szakasz | Egyenes kieséses szakasz | Egyenes kieséses szakasz | Egyenes kieséses szakasz | Egyenes kieséses szakasz | Egyenes kieséses szakasz |
| Szezon                                | Liga                                  | Csoport                               | H                                     | M                                     | Gy                                    | D                                     | V                                     | G+                                    | G–                                    | Feljutás/kiesés                       | Helyezés                              | Év                       | Eredmény                 | M                        | Gy                       | D                        | V                        | G+                       | G–                       | Keret                    |
| ------------------------------------- | ------------------------------------- | ------------------------------------- | ------------------------------------- | ------------------------------------- | ------------------------------------- | ------------------------------------- | ------------------------------------- | ------------------------------------- | ------------------------------------- | ------------------------------------- | ------------------------------------- | ------------------------ | ------------------------ | ------------------------ | ------------------------ | ------------------------ | ------------------------ | ------------------------ | ------------------------ | ------------------------ |
| 2018–19                               | A                                     | 1.                                    | 1.                                    | 4                                     | 2                                     | 1                                     | 1                                     | 8                                     | 4                                     | Állandó                               | 2.                                    | 2019                     | Ezüstérmes               | 2                        | 1                        | 0                        | 1                        | 3                        | 2                        | Keret                    |
| 2020–21                               | A                                     | 1.                                    | 2.                                    | 6                                     | 3                                     | 2                                     | 1                                     | 7                                     | 4                                     | Állandó                               | 6.                                    | 2021                     | nem jutott be            | nem jutott be            | nem jutott be            | nem jutott be            | nem jutott be            | nem jutott be            | nem jutott be            | nem jutott be            |
| 2022–23                               | A                                     | 4.                                    | 1.                                    | 6                                     | 5                                     | 1                                     | 0                                     | 14                                    | 6                                     | Állandó                               | 4.                                    | 2023                     | Negyedik hely            | 2                        | 0                        | 0                        | 2                        | 4                        | 7                        | Keret                    |
| 2024–25                               | A                                     | 3.                                    | 2.                                    | 8                                     | 2                                     | 5                                     | 1                                     | 18                                    | 12                                    | Állandó                               | 6.                                    | 2025                     | nem jutott be            | nem jutott be            | nem jutott be            | nem jutott be            | nem jutott be            | nem jutott be            | nem jutott be            | nem jutott be            |
| 2026–27                               | A                                     |                                       |                                       |                                       |                                       |                                       |                                       |                                       |                                       |                                       |                                       | 2027                     |                          |                          |                          |                          |                          |                          |                          |                          |
| Összesen                              | Összesen                              | Összesen                              | Összesen                              | 24                                    | 12                                    | 9                                     | 3                                     | 47                                    | 26                                    |                                       |                                       |                          | 2/4                      | 4                        | 1                        | 0                        | 3                        | 7                        | 9                        |                          |

### Olimpia
| OLIMPIA  | OLIMPIA       | OLIMPIA       | OLIMPIA       | OLIMPIA       | OLIMPIA       | OLIMPIA       | OLIMPIA       | OLIMPIA       |
| Év       | Eredmény      | M             | GY            | D             | V             | Rg            | Kg            |               |
| -------- | ------------- | ------------- | ------------- | ------------- | ------------- | ------------- | ------------- | ------------- |
| 1908     | Bronzérmes    | 2             | 1             | 0             | 1             | 2             | 4             |               |
| 1912     | Bronzérmes    | 4             | 3             | 0             | 1             | 17            | 8             |               |
| 1920     | Bronzérmes    | 4             | 2             | 0             | 2             | 9             | 10            |               |
| 1924     | 4. hely       | 5             | 2             | 1             | 2             | 11            | 7             |               |
| 1928     | Első forduló  | 1             | 0             | 0             | 1             | 0             | 2             |               |
| 1948     | Első forduló  | 2             | 1             | 0             | 1             | 6             | 5             |               |
| 1952     | Selejtezőkör  | 1             | 0             | 0             | 1             | 1             | 5             |               |
| 2008     | Negyeddöntő   | 4             | 1             | 2             | 1             | 4             | 4             |               |
| 2012     | Nem jutott be | Nem jutott be | Nem jutott be | Nem jutott be | Nem jutott be | Nem jutott be | Nem jutott be | Nem jutott be |
| 2016     | Nem jutott be | Nem jutott be | Nem jutott be | Nem jutott be | Nem jutott be | Nem jutott be | Nem jutott be | Nem jutott be |
| Összesen | 8/31          | 23            | 10            | 3             | 10            | 50            | 45            |               |

- 1948 és 1988 között amatőr, 1992-től kezdődően U23-as játékosok vettek részt az olimpiai játékokon

### Nemzetek Ligája szereplés
| NEMZETEK LIGÁJA | NEMZETEK LIGÁJA | NEMZETEK LIGÁJA | NEMZETEK LIGÁJA | NEMZETEK LIGÁJA | NEMZETEK LIGÁJA | NEMZETEK LIGÁJA | NEMZETEK LIGÁJA | NEMZETEK LIGÁJA |
| Év              | Eredmény        | M               | GY              | D               | V               | Rg              | Kg              |                 |
| --------------- | --------------- | --------------- | --------------- | --------------- | --------------- | --------------- | --------------- | --------------- |
| 2018-19         | Ezüstérmes      | 6               | 3               | 1               | 2               | 11              | 6               |                 |
| Összesen        | 1/1             | 6               | 3               | 1               | 2               | 11              | 6               |                 |

## Mezek a válogatott története során

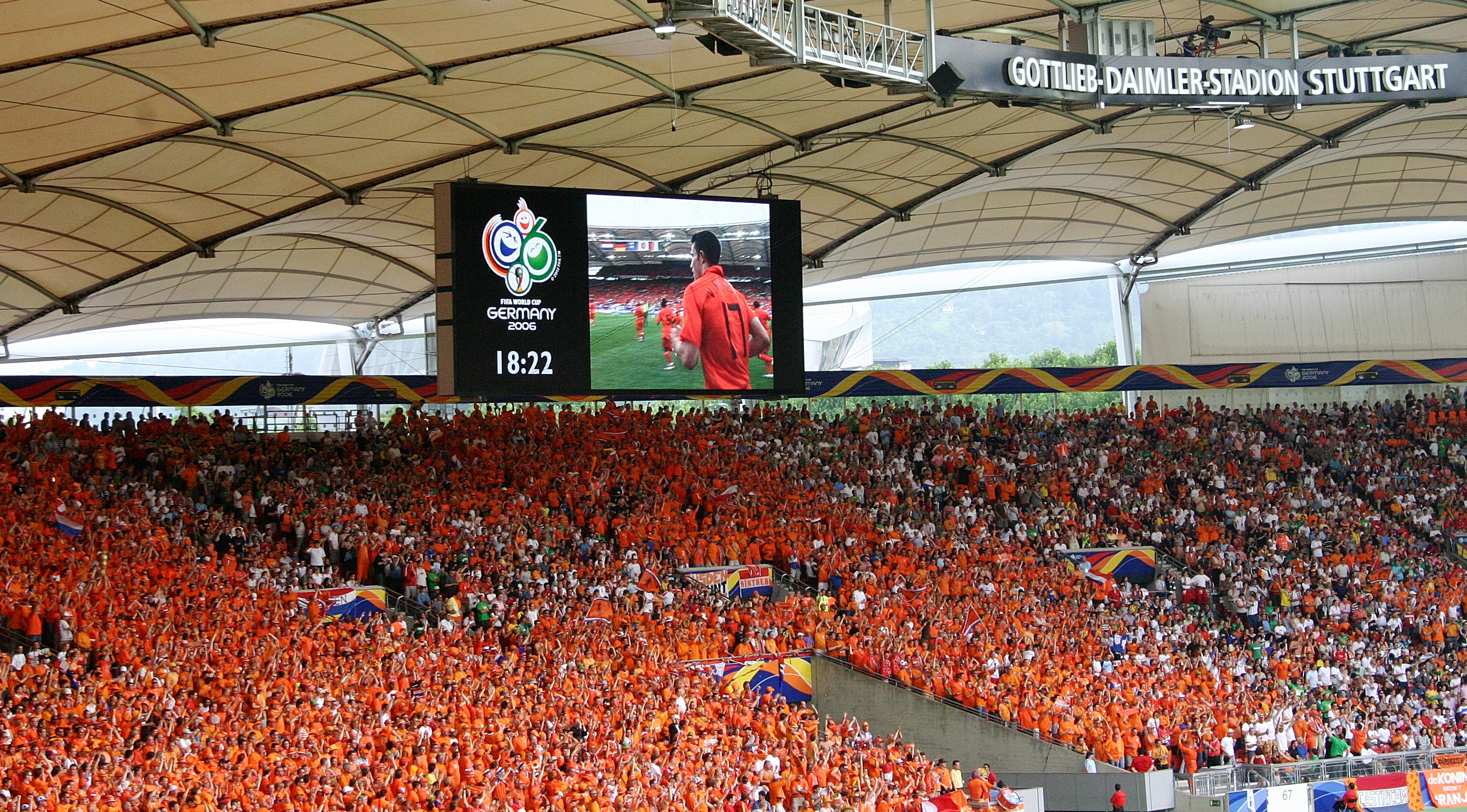
Holland szurkolók a tradicionális narancsszínű mezekben a 2006-os világbajnokságon a Gottlieb-Daimler-Stadionban, Stuttgartban.

A holland labdarúgó-válogatott híres arról, hogy az első számú mezük narancs színű. Ennek történelmi háttere van. Egykor a jelenleg használatos nemzeti lobogón a piros színű sáv helyett, az Orániai Vilmos által használt narancssárga volt a hivatalos nemzeti szín.
A váltómez általában fehér, de készítették már fekete és kék színekből is.
1997 óta a Nike a hivatalos mezszponzor és támogató is egyben, mely egyelőre 2018-ig látja el a hollandokat sportszerekkel.
Hazai mezek
| 1934 | 1934-es vb | 1974 | 1974 (alt.) | 1978-1980 | 1978 (alt.) | 1988 | 1988 (alt.) |      |  |
| 1990 | 1994       | 1998 | 2000        | 2002      | 2002 (alt.) | 2004 | 2004 (alt.) |      |  |
| 2006 | 2006       | 2008 | 2008 (alt.) | 2010      | 2010 (alt.) | 2012 | 2014        | 2016 |  |

Idegenbeli mezek
| 1990 | 1994 | 1994 | 1996        | 2000 | 2002 | 2004 |      |
| 2006 | 2008 | 2010 | 2010 (alt.) | 2012 | 2013 | 2014 | 2016 |

## A válogatott jelenlegi vezetői
2022. november 12. szerint.
| Poszt                         | Név                 |
| ----------------------------- | ------------------- |
| Megbízott szövetségi kapitány | Louis van Gaal      |
| Segédedzők                    | Danny Blind         |
| Segédedzők                    | Edgar Davids        |
| Kapusedző                     | Frans Hoek          |
| Erőnléti edző                 | Jan Kluitenberg     |
| Erőnléti edző                 | Martin Cruijff      |
| Csapat menedzser              | Cor Asp             |
| Orvosok                       | Edwin Goedhart      |
| Orvosok                       | Rien Heijboer       |
| Masszőr                       | Rob Koster          |
| Gyógytornász(ok)              | Ricardo de Sanders  |
| Gyógytornász(ok)              | Gert-Jan Goudswaard |
| Gyógytornász(ok)              | Luc van Agt         |
| Elemző(k)                     | Cees Lok            |
| Elemző(k)                     | Gert Aandewiel      |
| Elemző(k)                     | Dennis Demmers      |

## Játékosok

### Jelenlegi keret
A holland válogatott 26 fős kerete a 2022-es Világbajnokság mérkőzéseire.
A 2022. szeptember 25-i Belgium elleni mérkőzés után lett frissítve.
| 1  | K  | Remko Pasveer    | 1983. november 8. (41 éves)   | 2  | 0  | Ajax              |  |  |
| 13 | K  | Justin Bijlow    | 1998. január 22. (27 éves)    | 6  | 0  | Feyenoord         |  |  |
| 23 | K  | Andries Noppert  | 1994. április 7. (31 éves)    | 0  | 0  | Heerenveen        |  |  |
|    |    |                  |                               |    |    |                   |  |  |
| 2  | V  | Jurriën Timber   | 2001. június 17. (24 éves)    | 10 | 0  | Ajax              |  |  |
| 3  | V  | Matthijs de Ligt | 1999. augusztus 12. (25 éves) | 38 | 2  | Bayern München    |  |  |
| 4  | V  | Virgil van Dijk  | 1991. július 8. (33 éves)     | 49 | 6  | Liverpool         |  |  |
| 5  | V  | Nathan Aké       | 1995. február 18. (30 éves)   | 29 | 3  | Manchester City   |  |  |
| 6  | V  | Stefan de Vrij   | 1992. február 5. (33 éves)    | 59 | 3  | Internazionale    |  |  |
| 16 | V  | Tyrell Malacia   | 1999. augusztus 17. (25 éves) | 6  | 0  | Manchester United |  |  |
| 17 | V  | Daley Blind      | 1990. március 9. (35 éves)    | 94 | 2  | Ajax              |  |  |
| 22 | V  | Denzel Dumfries  | 1996. április 18. (29 éves)   | 37 | 5  | Internazionale    |  |  |
| 25 | V  | Jeremie Frimpong | 2000. december 10. (24 éves)  | 0  | 0  | Bayer Leverkusen  |  |  |
|    |    |                  |                               |    |    |                   |  |  |
| 11 | KP | Steven Berghuis  | 1991. december 19. (33 éves)  | 39 | 2  | Ajax              |  |  |
| 14 | KP | Davy Klaassen    | 1993. február 21. (32 éves)   | 35 | 9  | Ajax              |  |  |
| 15 | KP | Marten de Roon   | 1991. március 29. (34 éves)   | 30 | 0  | Atalanta          |  |  |
| 20 | KP | Teun Koopmeiners | 1998. február 28. (27 éves)   | 10 | 1  | Atalanta          |  |  |
| 21 | KP | Frenkie de Jong  | 1997. május 12. (28 éves)     | 45 | 1  | Barcelona         |  |  |
| 24 | KP | Kenneth Taylor   | 2002. május 16. (23 éves)     | 2  | 0  | Ajax              |  |  |
| 26 | KP | Xavi Simons      | 2003. április 21. (22 éves)   | 0  | 0  | PSV               |  |  |
|    |    |                  |                               |    |    |                   |  |  |
| 7  | CS | Steven Bergwijn  | 1997. október 8. (27 éves)    | 24 | 7  | Ajax              |  |  |
| 8  | CS | Cody Gakpo       | 1999. május 7. (26 éves)      | 9  | 3  | PSV               |  |  |
| 9  | CS | Luuk de Jong     | 1990. augusztus 27. (34 éves) | 38 | 8  | PSV               |  |  |
| 10 | CS | Memphis Depay    | 1994. február 13. (31 éves)   | 81 | 42 | Barcelona         |  |  |
| 12 | CS | Noa Lang         | 1999. június 17. (26 éves)    | 5  | 1  | Club Brugge       |  |  |
| 18 | CS | Vincent Janssen  | 1994. június 15. (31 éves)    | 20 | 7  | Antwerp           |  |  |
| 19 | CS | Wout Weghorst    | 1992. augusztus 7. (32 éves)  | 15 | 3  | Beşiktaş          |  |  |

## Az utolsó 2 évben lejátszott mérkőzések
Íme az Oranje utolsó két évben – 2018-ban és 2019-ben – lejátszott összes mérkőzése.

### 2018
| Típus               | Mérkőzés                  | Végeredmény | Dátum         | Helyszín      | Holland gólok szerzői                               | Szövetségi kapitány |
| ------------------- | ------------------------- | ----------- | ------------- | ------------- | --------------------------------------------------- | ------------------- |
| Barátságos          | Hollandia – Anglia        | 0ː1 (0ː0)   | március 23.   | Amszterdam    | -                                                   | Ronald Koeman       |
| Barátságos          | Portugália – Hollandia    | 0ː3 (0ː3)   | március 26.   | Genf          | Memphis Depay, Ryan Babel és Virgil van Dijk        | Ronald Koeman       |
| Barátságos          | Szlovákia – Hollandia     | 1ː1 (1ː0)   | május 31.     | Trnava        | Quincy Promes                                       | Ronald Koeman       |
| Barátságos          | Olaszország – Hollandia   | 1ː1 (0ː0)   | június 4.     | Torino        | Nathan Aké                                          | Ronald Koeman       |
| Barátságos          | Hollandia – Peru          | 2ː1 (0ː1)   | szeptember 6. | Amszterdam    | Memphis Depay (2x)                                  | Ronald Koeman       |
| Nemzetek Ligája (A) | Franciaország – Hollandia | 2ː1 (1ː0)   | szeptember 9. | Saint-Denis   | Ryan Babel                                          | Ronald Koeman       |
| Nemzetek Ligája (A) | Hollandia – Németország   | 3ː0 (1ː0)   | október 13.   | Amszterdam    | Virgil van Dijk, Memphis Depay, Georginio Wijnaldum | Ronald Koeman       |
| Barátságos          | Belgium – Hollandia       | 1ː1 (1ː1)   | október 16.   | Brüsszel      | Arnaut Groeneveld                                   | Ronald Koeman       |
| Nemzetek Ligája (A) | Hollandia – Franciaország | 2ː0 (1ː0)   | november 16.  | Rotterdam     | Georginio Wijnaldum, Memphis Depay                  | Ronald Koeman       |
| Nemzetek Ligája (A) | Németország – Hollandia   | 2ː2 (2ː0)   | november 19.  | Gelsenkirchen | Quincy Promes, Virgil van Dijk                      | Ronald Koeman       |

### 2019
| Típus                  | Mérkőzés                     | Végeredmény      | Dátum         | Helyszín   | Holland gólok szerzői                                                     | Szövetségi kapitány |
| ---------------------- | ---------------------------- | ---------------- | ------------- | ---------- | ------------------------------------------------------------------------- | ------------------- |
| EB-selejtező           | Hollandia – Fehéroroszország | 4ː0 (2ː0)        | március 21.   | Rotterdam  | Memphis Depay (2x), Georginio Wijnaldum, Virgil van Dijk                  | Ronald Koeman       |
| EB-selejtező           | Hollandia – Németország      | 2ː3 (0ː2)        | március 24.   | Amszterdam | Matthijs de Ligt, Memphis Depay                                           | Ronald Koeman       |
| Nemz.Ligája – elődöntő | Hollandia – Anglia           | 3ː1 (h.u.) (0ː1) | június 6.     | Guimarães  | Matthijs de Ligt, Kyle Walker (öngól), Quincy Promes                      | Ronald Koeman       |
| Nemz.Ligája – döntő    | Hollandia – Portugália       | 0ː1 (0ː0)        | június 9.     | Porto      | -                                                                         | Ronald Koeman       |
| EB-selejtező           | Németország – Hollandia      | 2ː4 (1ː0)        | szeptember 6. | Hamburg    | Frenkie de Jong, Jonathan Tah (öngól), Donyell Malen, Georginio Wijnaldum | Ronald Koeman       |
| EB-selejtező           | Észtország – Hollandia       | 0ː4 (0ː1)        | szeptember 9. | Tallinn    | Ryan Babel (2x), Memphis Depay, Georginio Wijnaldum                       | Ronald Koeman       |
| EB-selejtező           | Hollandia – Észak-Írország   | 3ː1 (0ː0)        | október 10.   | Rotterdam  | Memphis Depay (2x), Luuk de Jong                                          | Ronald Koeman       |
| EB-selejtező           | Fehéroroszország – Hollandia | 1ː2 (0ː2)        | október 13.   | Minszk     | Georginio Wijnaldum (2x)                                                  | Ronald Koeman       |
| EB-selejtező           | Észak-Írország – Hollandia   |                  | november 16.  | ???        |                                                                           | Ronald Koeman       |
| EB-selejtező           | Hollandia – Észtország       |                  | november 19.  | ???        |                                                                           | Ronald Koeman       |

## Válogatottsági rekordok
Az adatok 2022. november 12. állapotoknak felelnek meg.
- A még aktív játékosok (félkövérrel) vannak megjelölve.

### Legtöbbször pályára lépett játékosok
| #   | Játékos                  | Időszak     | Mérkőzések száma | Gólok |
| --- | ------------------------ | ----------- | ---------------- | ----- |
| 1.  | Wesley Sneijder          | 2003 – 2017 | 134              | 30    |
| 2.  | Edwin van der Sar        | 1995 – 2008 | 130              | 0     |
| 3.  | Frank de Boer            | 1990 – 2004 | 112              | 13    |
| 4.  | Rafael van der Vaart     | 2001 – 2013 | 109              | 25    |
| 5.  | Giovanni van Bronckhorst | 1996 – 2010 | 106              | 6     |
| 6.  | Dirk Kuijt               | 2004 – 2014 | 104              | 24    |
| 7.  | Robin van Persie         | 2005 – 2017 | 102              | 50    |
| 8.  | Phillip Cocu             | 1996 – 2006 | 101              | 10    |
| 9.  | Arjen Robben             | 2003 – 2017 | 96               | 37    |
| 10. | Daley Blind              | 2013 – 0    | 94               | 2     |

### Legtöbb gólt szerző játékosok
| # | Játékos             | Időszak     | Gólok | Mérkőzések száma | Átlag |
| - | ------------------- | ----------- | ----- | ---------------- | ----- |
| 1 | Robin van Persie    | 2005 – 2017 | 50    | 102              | 0,49  |
| 2 | Klaas-Jan Huntelaar | 2006 – 2015 | 42    | 76               | 0,55  |
| 3 | Memphis Depay       | 2013 – 0    | 42    | 81               | 0,52  |
| 4 | Patrick Kluivert    | 1994 – 2004 | 40    | 79               | 0,51  |
| 5 | Dennis Bergkamp     | 1990 – 2000 | 37    | 79               | 0,47  |
| 5 | Arjen Robben        | 2003 – 2017 | 37    | 96               | 0,39  |
| 7 | Faas Wilkes         | 1946 – 1961 | 35    | 38               | 0,92  |
| 7 | Ruud van Nistelrooy | 1998 – 2008 | 35    | 70               | 0,50  |
| 9 | Abe Lenstra         | 1940 – 1959 | 33    | 47               | 0,70  |
| 9 | Johan Cruijff       | 1966 – 1977 | 33    | 48               | 0.69  |

## Néhány ismert játékos
- Beb Bakhuys
- Leen Vente
- Marco van Basten
- Dennis Bergkamp
- Jan van Beveren
- Frank de Boer
- Ronald de Boer
- Johan Cruijff
- Ruud Gullit
- Arie Haan
- Willem van Hanegem
- Sonny Silooy
- Jan Jongbloed
- Hugo Hovenkamp
- Jan Boskamp
- Ulrich van Gobbel
- John de Wolf
- René van der Gijp
- Wim Jansen
- Wim Jonk
- Piet Keizer
- Piet Wildschut
- Adri van Tiggelen
- Hans van Breukelen
- René van de Kerkhof
- Willy van de Kerkhof
- Patrick Kluivert
- Ronald Koeman
- Ruud Krol
- Willy van der Kuijlen
- Abe Lenstra
- Ruud van Nistelrooy
- Peter van Vossen
- Wim Kieft
- Wesley Sneijder
- Roy Makaay
- Arnold Mühren
- Johan Neeskens
- Arthur Numan
- Marc Overmars
- Rob Rensenbrink
- Johnny Rep
- Frank Rijkaard
- Edwin van der Sar
- Clarence Seedorf
- Jaap Stam
- Wim Suurbier
- Dick Nanninga
- Piet Schrijvers
- Rob Witschge
- Richard Witschge
- Stan Valckx
- Danny Blind
- Gerald Vanenburg
- Faas Wilkes
- Aron Winter
- Jan Wouters
- John van ’t Schip
- Bennie Wijnstekers
- Ronald Spelbos
- Kees Kist
- Michel van de Korput
- Simon Tahamata
- Tschen La Ling
- Huub Stevens
- Kees van Kooten
- Stanley Menzo
- Joop Hiele
- Bryan Roy
- John Bosman
- Arjen Robben
- John Metgod
- Ernie Brandts
- Rafael van der Vaart
- Dirk Kuijt
- Robin van Persie
- Klaas-Jan Huntelaar
- Edgar Davids

## Szövetségi kapitányok
- Cees van Hasselt 1905–1908
- Edgar Chadwick 1908–1913
- Jimmy Hogan 1910
- Tom Bradshaw 1913
- Billy Hunter 1914
- Jack Reynolds 1919
- Fred Warburton 1919–1923
- Jim Waites 1921
- Bob Glendenning 1923
- Billy Townley 1924
- J.E. Bollington 1924
- Bob Glendenning 1925–1940
- Karel Kaufman 1946
- Jesse Carver 1947–1948
- Tom Sneddon 1948
- Karel Kaufman 1949
- Jaap van der Leck 1949–1954
- Karel Kaufman 1954–1955
- Friedrich Donenfeld 1955
- Max Merkel 1955–1956
- Heinrich Müller 1956
- Friedrich Donenfeld 1956–1957
- George Hardwick 1957
- Schwartz Elek 1957–1964
- Denis Neville 1964–1966
- Georg Keßler 1966–1970
- František Fadrhonc 1970–1974
- Rinus Michels 1974
- George Knobel 1974–1976
- Jan Zwartkruis 1976–1977
- Ernst Happel 1977–1978
- Jan Zwartkruis 1978–1981
- Kees Rijvers 1981–1984
- Rinus Michels 1984–1985
- Leo Beenhakker 1985–1986
- Rinus Michels 1986–1988
- Thijs Libregts 1988–1990
- Leo Beenhakker 1990
- Rinus Michels 1990–1992
- Dick Advocaat 1992–1995
- Guus Hiddink 1995–1998
- Frank Rijkaard 1998–2000
- Louis van Gaal 2000–2002
- Dick Advocaat 2002–2004
- Marco van Basten 2004–2008
- Bert van Marwijk 2008–2012
- Louis van Gaal 2012–2014
- Guus Hiddink 2014–2015
- Danny Blind 2015–2017
- Dick Advocaat 2017
- Ronald Koeman 2018–2020
- Dwight Lodeweges 2020
- Frank de Boer 2020–2021
- Louis van Gaal 2021–